# Enrico Santangelo
Enrico Santangelo (Pescara, 1963) è uno scrittore italiano.

## Biografia
Enrico Santangelo è nato nel 1963 a Pescara, dove vive e lavora.
Architetto e pittore, si occupa di storia dell'arte con una serie di pubblicazioni principalmente sul patrimonio abruzzese.
Al suo esordio in narrativa con il libro "Il paese di Aiace", nel 2000 ha vinto il concorso letterario "Giovani autori" promosso dalla Fondazione Pescarabruzzo in collaborazione con le Edizioni Tracce di Pescara.

## Opere
- Enrico Santangelo, Il paese di Aiace e altri racconti, Pescara, Tracce, 2000.
- Enrico Santangelo, Loreto Aprutino: guida storico-artistica alla città e dintorni, Pescara, Carsa Edizioni, 2001, ISBN 978-88-501-0018-7.
- Enrico Santangelo, Manoppello: guida storico-artistica alla città e dintorni, Pescara, Carsa Edizioni, 2002, ISBN 978-88-501-0028-6.
- Enrico Santangelo, Castelli e tesori d'arte della Media Valle dell'Aterno: Fossa, Ocre, San Demetrio ne' Vestini, Sant'Eusanio Forconese, Villa Sant'Angelo, Pescara, Carsa Edizioni, 2002, ISBN 978-88-501-0051-4.
- Enrico Santangelo, Tortoreto: guida storico-artistica alla città e dintorni, Pescara, Carsa Edizioni, 2002, ISBN 978-88-501-0009-5.
- Enrico Santangelo, Una storia a teatro: il comunale di Loreto Aprutino: documentazione sul teatro Luigi De Deo dalla sua fondazione ai giorni nostri, Pescara, Carsa Edizioni, 2002, ISBN 978-88-501-0059-0.
- Enrico Santangelo, Roccamorice e gli eremi celestiniani: guida storico-artistica, Pescara, Carsa Edizioni, 2006, ISBN 978-88-501-0105-4.
- Enrico Santangelo, Pettorano sul Gizio: guida storico-artistica alla città e dintorni, Pescara, Carsa Edizioni, 2007, ISBN 978-88-501-0107-8.
- Marialuce Latini, Edoardo Micati e Enrico Santangelo, Borghi e paesi d'Abruzzo, Pescara, Carsa Edizioni, 2008, SBN TER0031805.
- Ezio Burri, Ugo Esposito, Lia Giancristofaro, Marialuce Latini, Aurelio Manzi, Giuseppe Manzi e Enrico Santangelo, La Provincia di Chieti: luoghi, patrimoni e paesaggi, Pescara, Carsa Edizioni, 2008, ISBN 978-88-501-0159-7.
- Enrico Santangelo, Ortona: guida storico-artistica, Pescara, Carsa Edizioni, 2010, ISBN 978-88-501-0089-7.
- Enrico Santangelo, Il duomo di Atri e il museo capitolare, Pescara, Carsa Edizioni, 2011, ISBN 978-88-501-0255-6.
- Enrico Santangelo, Atri: guida storico-artistica alla città e dintorni, Pescara, Carsa Edizioni, 2011, ISBN 978-88-501-0254-9.
- Berardo Pio, Enrico Santangelo, Marcello Sgattoni, Paola Di Felice, Giampiero Marcocci e Luca Falconi Di Francesco, Il duomo di Teramo, Teramo, Ricerche&Redazioni, 2014, ISBN 978-88-88925-68-4.